# Vibio Sequestre
Vibio Sequestre (in latino Vibius Sequester; fl. V secolo) è stato uno scrittore romano del IV o V secolo.

## Biografia
Scrisse un elenco storico (De fluminibus fontibus lacubus nemoribus paludibus montibus gentibus per litteras libellus) che raccoglie in ordine alfabetico le località menzionate dagli scrittori latini (Virgilio, Lucano, Silio Italico, Ovidio). L'opera era una compilazione redatta per gli studi scolastici del figlio Vergiliano. Fu divulgata e commentata da Francesco Petrarca, e Giovanni Boccaccio ne trasse spunto per la redazione della sua opera in latino De montibus, silvis, fontibus, lacubus, fluminibus, stagnis seu paludibus, et de nominibus maris (intorno al 1360).